# 扎斯塔維亞 (科列茨區)
50°39′10″N 26°51′1″E / 50.65278°N 26.85028°E
扎斯塔維亞（烏克蘭語：Застав'я），是烏克蘭西北部的村莊，隸屬里夫內州的里夫內區。該村始建於1544年，面積0.76平方公里，2001年人口565，人口密度每平方公里742.4人。